# Езра Паунд
Езра Уестън Луумис Паунд (на английски: Ezra Weston Loomis Pound) е американски поет, музикант и критик, представител на модернисткото движение от началото на 20-те години, с когото най-често бива свързвано Изгубеното поколение.

## Биография
В началото на 20 век работи в Лондон и Париж като чуждестранен кореспондент на няколко американски литературни списания. Паунд допринася за откриването и за оформянето на стила на автори като Т. С. Елиът, Джеймс Джойс, Робърт Фрост и Ърнест Хемингуей.
Като реакция към броя жертви от Първата световна война Паунд загубва вяра в Англия и обвинява за последиците от войната лихварството и международния капитализъм. През 1924 г. емигрира в Италия, където подкрепя фашизма на Мусолини, изразява подкрепа за Хитлер и пише статии за издания на Осуалд Моузли.
Правителството на Мусолини му заплаща по време на Втората световна война за многобройни антиамерикански радиоемисии. В резултат на това американските сили в Италия го арестуват през 1945 г. Той прекарва няколко месеца във военен лагер в Пиза, в стоманена клетка с приблизителни размери два на два метра, което по собствените му думи го е докарало до нервен срив. Неспособен да отговаря за действията си, Паунд прекарва затворен в болницата „Сейнт Елизабетс“ край Вашингтон повече от 12 години.
Докато е задържан в Италия, Паунд започва работа по раздел от своите Кантоси (The Cantos), които стават известни като Пизанските кантоси (The Pisan Cantos, 1948 г.) което му носи наградата „Болинген“ на Библиотеката на Конгреса, което предизвиква голям спор.
Паунд бива освободен от „Сейнт Елизабетс“ през 1958 г. и се завръща в Италия, където остава до края на живота си.

## Творчество
Първият му голям принос към поезията е, че развива имажисткото движение. Имажизмът призовава за завръщане на поезията към нейните класически ценности, подчертава необходимостта от яснота, прецизност и пестеливо използване на езика. Неговите най-известни творби са стихосбирката Ripostes (1912), поемата Hugh Selwyn Mauberley (1920) и незавършения magnum opus The Cantos (1917 – 1969).
Поради политическите му възгледи творчеството му остава силно противоречиво.
През 1933 г. „Тайм“ пише:
| „ | Той е ходеща котка, ненаучена на хигиенни навици и изключително опасна за деца. | “ |

Хемингуей пише:
| „ | Най-доброто от творчеството на Паунд − именно Кантосите − ще просъществува дотогава, докато има литература. | “ |